# Sólon de Lucena
Sólon Barbosa de Lucena (Bananeiras, 1877 — 1926) foi um fazendeiro e político brasileiro.
Filho de Virgínio de Melo e Amélia Barbosa de Lucena, sobrinho-neto do barão de Lucena e primo em 2º grau de Epitácio Pessoa.
Assumiu o governo da Paraíba, de 1 de julho a 22 de outubro de 1916, quando presidente da Assembleia Legislativa, devido à renúncia por motivos de saúde de Antônio da Silva Pessoa.
Foi eleito presidente da Paraíba em 22 de julho de 1920, governando o estado de 22 de outubro de 1920 a 22 de outubro de 1924.
Construiu, em 1923, a primeira escola pública de Campina Grande, o Grupo Escolar Solon de Lucena, onde funcionava a reitoria da Universidade Estadual da Paraíba (UEPB), que teve como primeiro diretor Mário Gomes.
Em 1922 urbanizou a área no entorno da Lagoa dos Irerês, localizada no centro de João Pessoa, criando o Parque Sólon de Lucena, o principal cartão postal da capital paraibana.
Faleceu em 4 de abril de 1926 na Fazenda Pedra D'Água, município de Bananeiras, Paraíba.

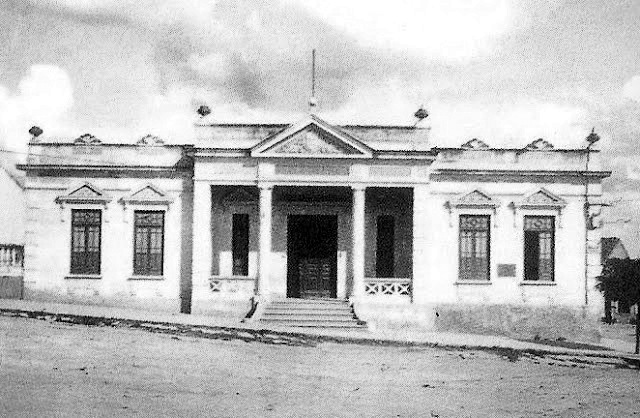
Grupo Escolar Sólon de Lucena em 1924, um ano após ser inaugurado.

É avô de Humberto Lucena que foi senador da república pela Paraíba e que também foi deputado estadual e deputado federal pelo estado.
Também é parente distante do atual prefeito de João Pessoa, Cícero Lucena e de seu filho, o deputado federal pela Paraíba Mersinho Lucena.